# قلعه اخلاص
قلعه اخلاص، روستایی از توابع بخش کرچمبو شهرستان بوئین و میاندشت در استان اصفهان ایران است.

## مردم
مردم این روستا لرستان  و از [|ایل]] بختیاری می باشند که به گویش لری  سخن می گویند

## جمعیت
این روستا در دهستان کرچمبو جنوبی قرار دارد و براساس سرشماری مرکز آمار ایران در سال ۱۳۸۵، جمعیت آن ۲۵۰ نفر (۵۳خانوار) بوده‌است.